# 1425 Tuorla
1425 Tuorla è un asteroide della fascia principale del diametro medio di circa 14,94 km. Scoperto nel 1937, presenta un'orbita caratterizzata da un semiasse maggiore pari a 2,6111459 UA e da un'eccentricità di 0,1023459, inclinata di 12,97439° rispetto all'eclittica.
L'asteroide è dedicato all'omonimo Istituto di ricerca astronomica e ottica situato nel piccolo villaggio di Tuorla presso Piikkiö.